# Vojtěch Hynais
Vojtěch Hynais, né le 14 décembre 1854 à Vienne (Autriche) et mort le 22 août 1925 à Prague, est un peintre tchécoslovaque. Il est représentatif de la peinture académique de la Belle Époque et excelle dans les portraits ou les scènes de genre.

## Biographie
Vojtěch Adalbert Hynais est le fils d'un tailleur de Bohême qui s'est installé à Vienne. Il reçoit une éducation à demeure et parle le tchèque avant l'allemand. Il entre à seize ans à l'école de l'académie des beaux-arts de Vienne, où il suit l'enseignement du professeur Feuerbach. En 1877, il est à Rome et l'année suivante à Paris.
Il épouse en 1883 Augusta Voirinova avec qui il a deux enfants.
Hynais devient professeur de l'académie de Prague en 1893. Ses œuvres sont diffusées par gravure dans la presse européenne de l'époque. En 1895, il illustre la couverture de la revue munichoise Die Kunst für Alle.

## Œuvre

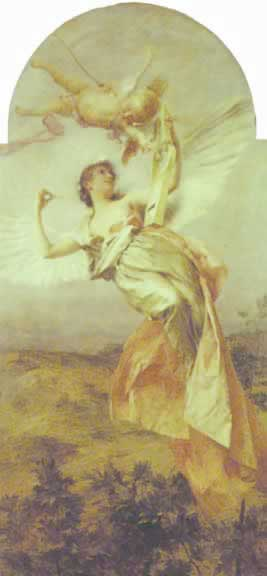
Allégorie peinte de la poésie.
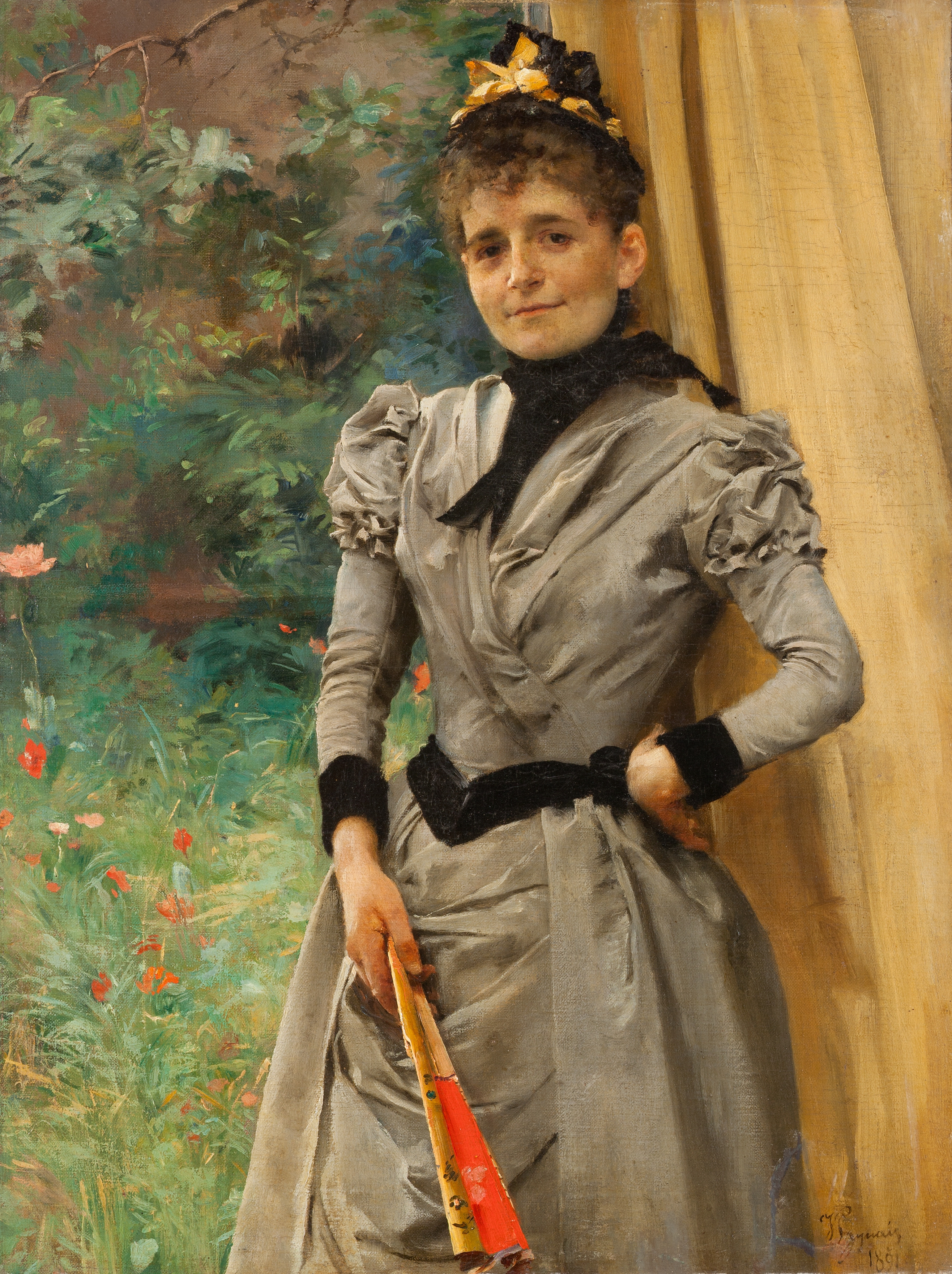
Portrait d'une dame.
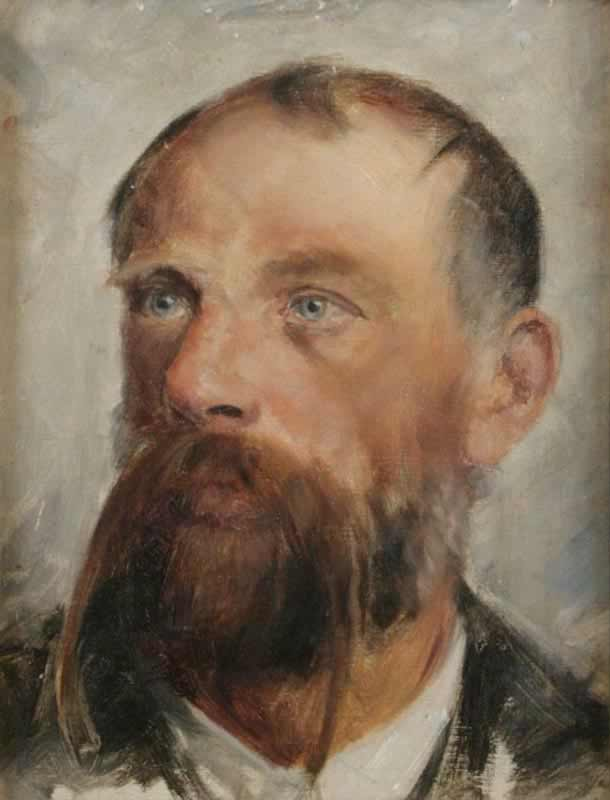
Portrait du poète Jaroslav Vrchlicky.
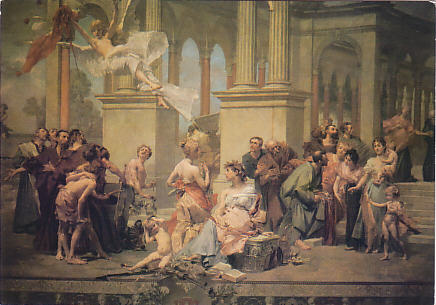
Rideau de scène.
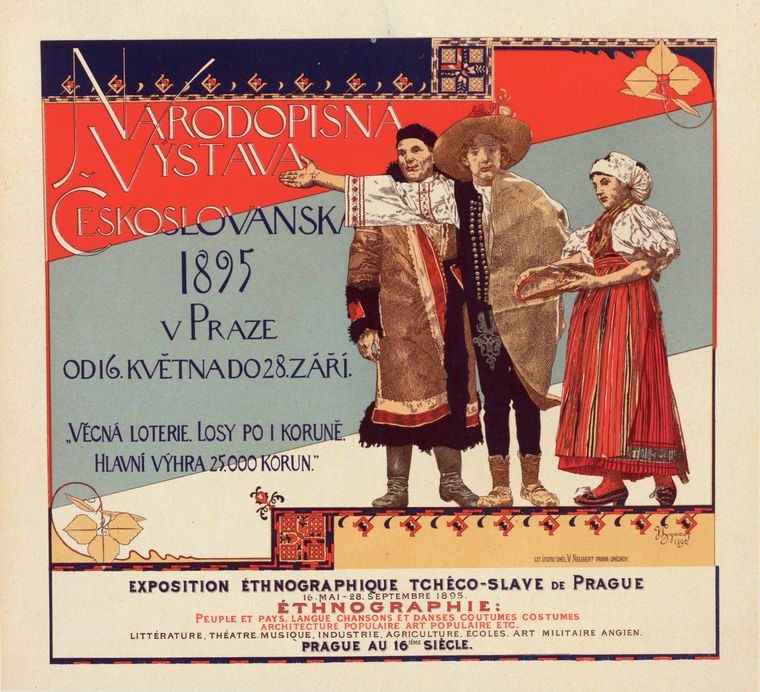
Affiche Exposition ethnographique tchéco-slave de Prague (1895) reproduite dans Les Maîtres de l'affiche.